# HIP 56948
HIP 56948 is een ster op ongeveer 200 lichtjaar van de Zon. Deze ster lijkt zoveel op onze eigen ster, de zon, dat er zeer weinig verschillen waar te nemen zijn via een telescoop. De massa van HIP 56948 is niet te onderscheiden van die van de zon, zijn lichtsterkte 4 procent kleiner, zijn oppervlaktetemperatuur slechts 5 graden hoger en zijn gehalte aan elementen zwaarder dan helium verschilt niet meetbaar van dat van de zon. Een andere ster die ook veel op de zon lijkt is HIP 73815. Dit maakt dat het desbetreffende planetenstelsel van de ster een goede kans maakt om leven voort te brengen. Er zijn wel eerder sterren gevonden die lijken op de Zon, maar deze bevatten allemaal een verhoogde concentratie lithium. Volgens sommige studies zorgt Lithium ervoor dat er zogenoemde flares optreden, een uitbarsting van energie. Deze flares brengen vervolgens zeer veel straling met zich mee, die schadelijk zou zijn voor leven. Daarom zijn sterren met een verhoogde concentratie aan lithium geen goede mogelijkheden voor leven. HIP 56948 heeft deze verhoogde concentratie echter niet. Het enige verschil met de Zon is dat HIP 56948 één miljard jaar ouder is voor de zon, wat deze ster nóg interessanter maakt voor De zocht naar buitenaards leven. Er immers meer tijd geweest voor het leven om te evolueren, zodat de kans op intellectueel leven groter is.